# Pseudomyrmex pazosi
Pseudomyrmex pazosi é uma espécie de formiga do género Pseudomyrmex, subfamilia Pseudomyrmecinae. Esta espécie foi descrita cientificamente por Santschi em 1909.

## Distribuição
Encontra-se em Cuba e as Antillas Maiores.